# Вишва хинду паришад
Ви́шва хи́нду париша́д, ВХП (дев. विश्व हिन्दु परिषद, IAST: Viśva Hindū Pariṣad, англ. World Hindu Council, «Всемирный совет индусов») — международная ультраправая индуистская националистическая организация, основанная в Индии 29 августа 1964 года. Девиз организации «धर्मो रक्षति रक्षितः Dharmo rakṣati rakṣitaḥ», что в переводе означает «Защищённая дхарма защищает». Символом организации является баньяновое дерево. Деятельность «Вишва хинду паришад» вызывает много полемики в индуистской политике. Генеральный секретарь — Правин Тогадия. ВХП часто обвиняют в экстремизме.

## История
«Вишва хинду паришад» был образован в 1964 году со Свами Чинмаянандой в качестве президента и бывшим членом «Раштрия сваямсевак сангха» Шивой Шанкарой Апте в качестве генерального секретаря. Одним из основателей организации также выступил известный сикхский религиозный деятель и политик Мастер Тара Сингх. О формировании «Вишва хинду паришад» было объявлено 29 августа 1964 года в Мумбаи в день индуистского праздника Кришна-джанмаштами. Произошло это на съезде РСС, на котором присутствовали религиозные деятели, представлявшие все дхармические религии. Буддизм был представлен самим Далай-ламой XIV. Председательствовал на съезде Р. С. Голвалкар, который призвал все дхармические религии объединиться, объявив, что всех их последователей можно было называть «индусами». Апте, в свою очередь, заявил:
Мир был поделен между христианами, мусульманами и коммунистами. Все они рассматривают индуистское общество как очень изысканную и богатую пищу, на которой они могут отъедаться и жирнеть. В этот век конфликтов необходимо подумать о судьбе индусов, сплотить их и спасти их от этой злонамеренной тройки.
На собрании решили, что организация будет называться «Вишва хинду паришад» и что во время фестиваля Кумбха-мела 1966 года в Аллахабаде будет проведён всемирный съезд индусов. Также было решено, что организация не будет политической и что люди, занимающие посты в каких-либо политических партиях не получат права занимать посты в «Вишва хинду паришад». Были определены следующие основные цели организации:
1. Консолидация и усиление индуистского сообщества.
2. Защита, распространение и пропаганда индуистских жизненных ценностей, этики и духовности в контексте современного мира.
3. Поддерживание связи со всеми индусами, проживающими за пределами Индии, а также организация помощи им всеми возможными путями в защите их индуистской идентичности, известной как хиндутва.

### Рост в 1980-е годы
Росту популярности «Вишва хинду паришада» среди индусов способствовала проходившая в 1950-х — 1960-х годах кампания за запрет убийства коров, в которой ВХП принял активное участие. В начале своей истории, ВХП в основном работал в среде низших классов индийского общества, оказывая поддержку бедным индуистским семьям, открывая больницы, школы и храмы.
Большой резонанс вызвала проводившаяся ВХП более 20 лет кампания по «освобождению Рама-джанмабхуми от мусульман», которая завершилась в 1992 году разрушением мечети Бабри, располагавшейся на месте рождения Рамы. До этого, в ходе кампании ВХП организовывал мирные демонстрации, посылала петиции, пыталась добиться своей цели путём судебного разбирательства. Одним из аргументов ВХП было то, что мечеть Бабри находилась в заброшенном состоянии и не использовалась мусульманами для поклонения. Со временем ВХП стал пользоваться значительной поддержкой индусов и ряды членов организации значительно пополнились. Это привело в 1984 году к формированию молодёжного крыла организации под названием «Баджранг дал» (Баджранг — это одно из имён верного слуги Рамы Ханумана). Членов «Баджранг дала» отличал более радикальный и даже воинственный настрой. Другое крыло ВХП, «Sewa International», активно занималось благотворительной деятельностью, направленной на помощь нищим индусам, открытие больниц и школ, распространение индуистских религиозных и культурных ценностей. ВХП также активно участвовал в борьбе против прозелитической деятельности христиан и мусульман в Индии.
В конце 1980-х годов благодаря «Бхаратия джаната парти» (БДП) индо-мусульманский конфликт в Айодхье оказался центральным вопросом, осуждавшимся в индийской политике. БДП и ВХП организовали огромные марши протеста индусов в Айодхье и по всей Индии. Однако эта проблема была проигнорирована находившимся у власти коалиционным правительством, правящей светской партией «Индийский национальный конгресс» (ИНК) и судами.
В 1980-е годы «Вишва хинду паришад» приобрёл большую популярность в Непале. На съезде ВХП, проходившем в Катманду в 1988 году, тогдашний премьер-министр страны Нагендра Прасад Риджал и король Непала Бирендра Бир Бикрам Шадев объявили Непал единственным во всём мире индуистским королевством. На том же съезде было принято постановление о необходимости возвращения России и русских в «лоно родной веры» (индуизма).

### Индо-мусульманский конфликт в Айодхье
6 декабря 1992 года огромная 300-тысячная толпа индусов, в которой были также и члены ВХП, разрушила заброшенную и неиспользуемую для поклонения мечеть Бабри в Айодхье. Мечеть была построена могольским императором Бабуром после своей первой победы в Индии. Сооружена она была на священном для индусов месте Рама-джанмабхуми, где, согласно верованиям индусов, ранее располагался дворец, в котором родился Рама. Затем на этом месте был сооружён индуистский храм, который был разрушен Бабуром. Мусульманская сторона отрицала это, но в 2003 году Археологическое управление Индии объявило, что в результате археологических раскопок под руинами мечети были найдены следы индуистского храма, датируемые X веком.
Разрушение мечети привело в различных частях Индии к кровавым столкновениям между индусами и мусульманами, в результате которых погибло большое количество людей (по разным оценкам — более 1000 человек (Независимая газета), от 1200 (Кругосвет) до 2036 человек). Для расследования обстоятельств конфликта была сформирована так называемая «Комиссия Либерхана», которую возглавил бывший судья Верховного суда Индии М. С. Либерхан. Свои показания перед комиссией дали многие члены ВХП. В 2009 году «Комиссия Либерхана» подтвердила, что разрушение мечети Бабри было подготовлено индуистскими националистическими организациями, а большую часть погибших составили мусульмане.
Сторонники ВХП выступили в защиту организации, утверждая, что ВХП просто представляет всё возрастающее отчуждение и гнев индуистского сообщества Индии, которые являются результатом маргинальной позиции индийского правительства, поддерживающего мусульманские и христианские меньшинства. Согласно сторонникам ВХП, разрушение мечети в Бабри явилось следствием недовольства индусов дискриминацией в светской постколониальной Индии.

### 1990-е — 2000-е годы
В последние годы, ВХП активно выступает против исламского фундаментализма и распространения исламистского терроризма в Индии. ВХП регулярно проводит просветительские программы, рассказывая о природе и опасности исламского терроризма. ВХП подвергает критике правительство Индии за чрезмерную мягкость в вопросе борьбы с терроризмом. По мнению ВХП, это объясняется желанием политиков завоевать голоса мусульманского населения Индии. ВХП также организует акции гражданского неповиновения и демонстрации в знак протеста против исламского фундаментализма.
В 2002 году возвращавшиеся из Айодхьи индуистские активисты подверглись атаке мусульманской толпы и были сожжены заживо в поезде в Годхре. Это событие привело к печально известному Гуджаратскому восстанию, в результате которого погибло более 1000 человек.
В последние годы ВХП проводит программы по возвращению в индуизм обратившихся в христианство индусов. ВХП утверждает, что переход в христианство не принёс индусам никакой пользы и делает всё возможное, чтобы облегчить их возвращение в лоно индуизма.
При содействии ВХП в 2007 году в Праяге был организован «Всемирный съезд индусов», на котором обсуждались проблемы кастовых взаимоотношений и будущее индусов. В проходивших ранее подобных съездах также принимали участие такие индуистские группы, как «Паришада хинду дхарма».
Члены ВХП участвуют в группах «защитников коров», чья деятельность особенно активизировалась после 2014 года.

## Идеология
ВХП часто критикует своего политического союзника «Бхаратия джаната парти» за нерешительные действия в отношении таких проблем, как конфликт в Айодхье, обращение индусов в другие религии и принятие нового Гражданского кодекса. ВХП требует от индийского парламента принятие закона, разрешающего строительство индуистского храма в Айодхье и провозглашающего «Хинду раштру», — индуистское государство, идея создания которого была высказана ещё в начале XX века организацией «Хинду Махасабха». ВХП объясняет подобные свои цели культурным национализмом.
ВХП утверждает, что Бхарата-варша исторически была индуистской нацией. Ислам был привнесён извне иностранными завоевателями, которые навязали свою религию миллионам индусов. Приход ислама сопровождался многочисленными погромами, разрушениями индуистских храмов и массовым обращением индусов. Христианство принесли в Индию европейские миссионеры, пришедшие вместе с португальскими, французскими и британскими колонизаторами. С целью обращения индусов в свою религию, христианские миссионеры уничижительно отзывались об индуизме, приписывали ему демонические черты. ВХП проводит работу по обращению индийских христиан, мусульман и последователей племенных религий в индуизм. ВХП утверждает, что все они изначально и были индусами, и что все жители Бхараты естественным образом являются индусами.
ВХП выдвигает следующие основные требования:
- Построить храм Рамы в Рама-джанмабхуми
- Прекратить обращение индусов в ислам и христианство, практикуемое миссионерами и религиозными организациями этих религий.
- Ввести полный запрет на убийство коров.
- Объявить Индию индуистским государством «Хинду раштра» (согласно ВХП, под определение индуиста подпадают приверженцы всех религий, возникших на индийском субконтиненте: индуизма, джайнизма, буддизма и сикхизма).
- Принять более суровые законы по борьбе с терроризмом и ввести более суровые наказания для террористов.
- Принять новый Гражданский кодекс, действие которого распространялось бы на всех жителей Индии независимо от вероисповедания и региона проживания.
- Отменить 370-ю статью Конституции Индии, в которой был обеспечен особый статус штату Джамму и Кашмир.
- Искоренить кастовую систему в индуистском обществе.

Своими основными целями ВХП объявляет следующие:
- Сплотить, усилить и сделать непобедимой всемирное индуистское братство путём следования вечным вселенским жизненным ценностям, основанным на санатана-дхарме. Вести работу по увеличению всеобщего благополучия человечества, основываясь на уникальном духе культуры Бхарата-варши.
- Проводить образовательные акции, оказывать благотворительную помощь бедным или проводить любую другую деятельность на благо общества, в том числе поощрение литературных, научных и социально-религиозных исследований.
- Не допускать среди членов организации любой дискриминации по религиозному, половому, кастовому или расовому признакам.
- Вся деятельность, выполняемая для осуществления вышеуказанных целей, не должна приносить финансовую прибыль. Соответственно, цены на все платные услуги, товары, литературу и т. д. должны определяться в соответствии с этим принципом.

## Организация и лидерство
Молодёжное крыло ВХП, «Баджранг дал», имеет во многих индийских штатах большие тренировочные лагеря, называемые «шакхи», в которых тысячи молодых людей получают физическую подготовку и культурное образование. Женским крылом «Баджранг дала» является группа «Дурга вахини», основанная в 1991 году при поддержке ВХП и участии известной активистки по борьбе за права женщин Садхви Ритхамбары, которая и была избрана первым президентом «Дурга вахини». Сами члены «Дурга вахини» утверждают, что представление о группе как о ветви «Баджранг дал» не совсем правильно и что целью группы является «духовное, физическое и умственное развитие, получение знаний».
«Вишва хинду паришад» организован по демократическому принципу. Общественные ячейки и шакхи организации присутствуют по всей Индии. Международный президент и международный генеральный секретарь являются высшими лидерами организации. Назначение на различные посты внутри организации производится центральным советом, который называется «Дхарма-саншад» и представляет собой религиозный парламент, в котором собрались вместе индуистские провидцы, учёные и брахманы со всей Индии. Они определяют порядки, формулируют принципы, консультируют лидеров организации по социальным и культурным вопросам.
ВХП представляет собой независимую общественную организацию, социально-культурную по своей природе и активно участвующую в политике. ВХП имеет филиалы в Северной Америке, Юго-Восточной Азии, Восточной Африке и в других регионах с большим индуистским населением. Организация занимается активной деятельностью по социальному развитию в сотнях населённых пунктов по всей Индии, оказывая экономическую поддержку и содействуя в культурном возрождении.
У ВХП также есть подразделения, состоящие из женщин, которым даётся полная возможность принимать участие в работе организации.